# Кімсверд
Кімсверд (нід. Kimswerd) — село в нідерландській провінції Фрисландія на узбережжі Ватового моря. Входить до муніципалітету Південно-Західна Фрисландія.
Його площа становить 7,98км², а населення станом на 2021 рік складало 540 осіб.
Перша згадка про населений пункт датується 13-им сторіччям.

## Галерея

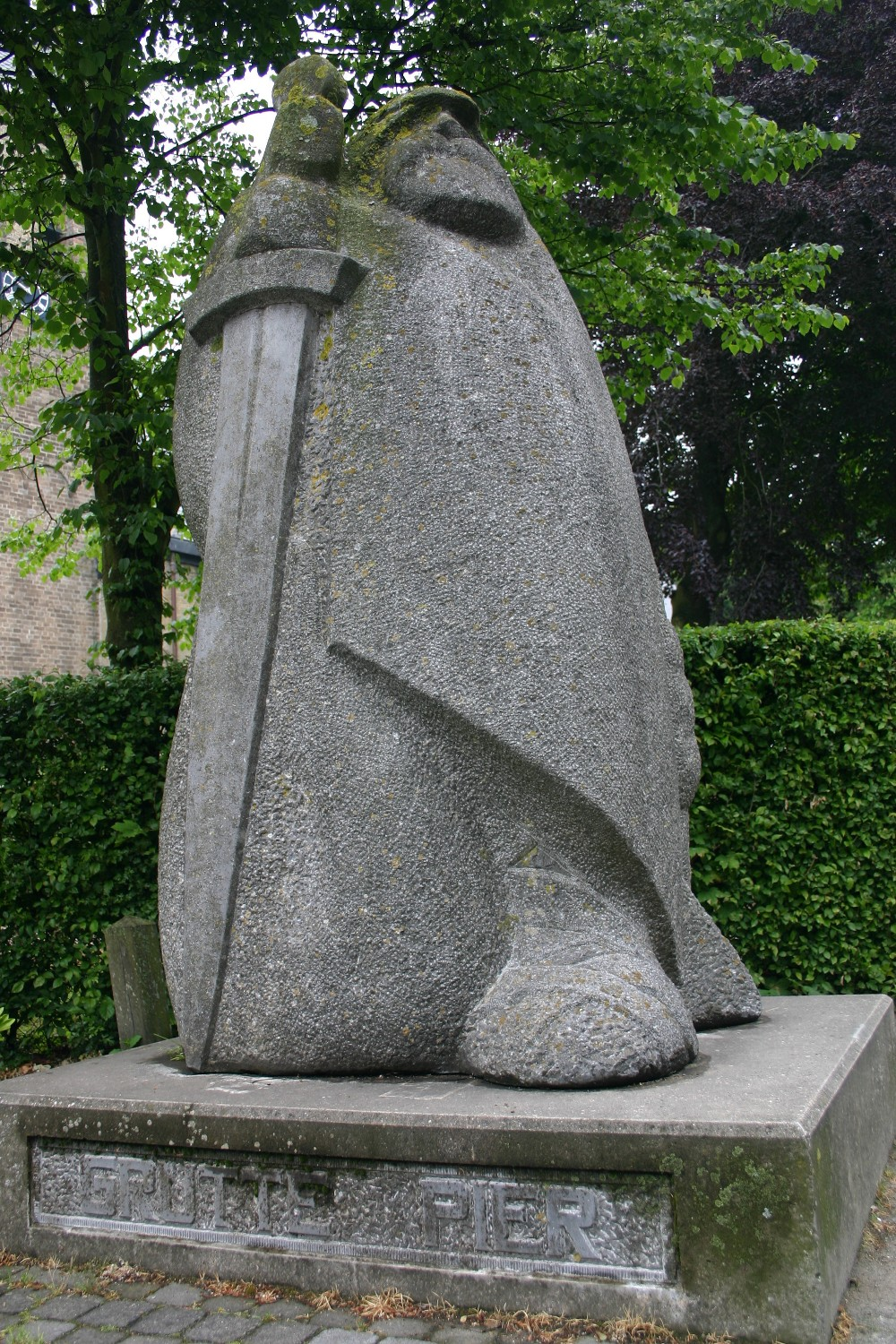
Статуя Grutte Pier
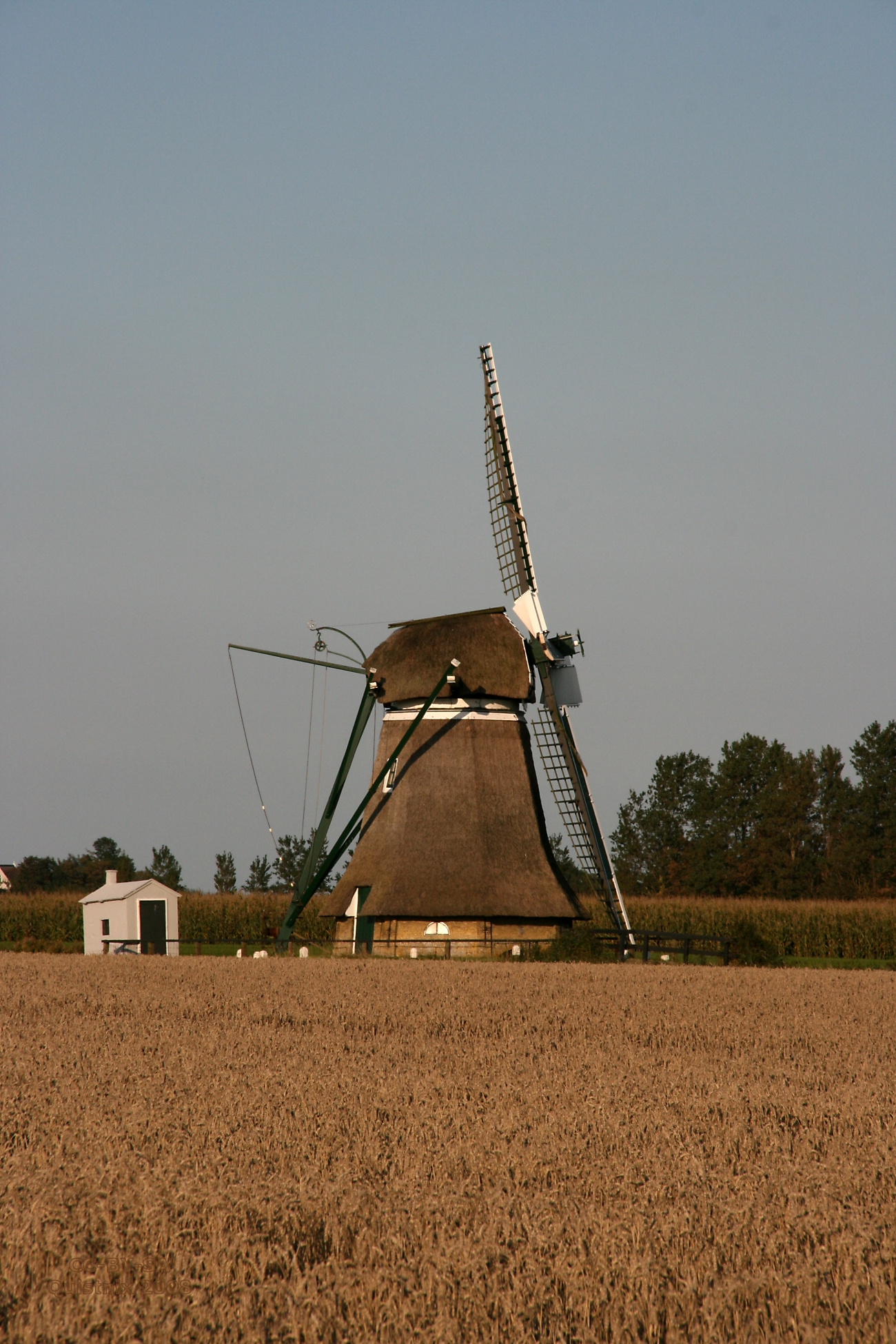
Вітряк De Eendracht
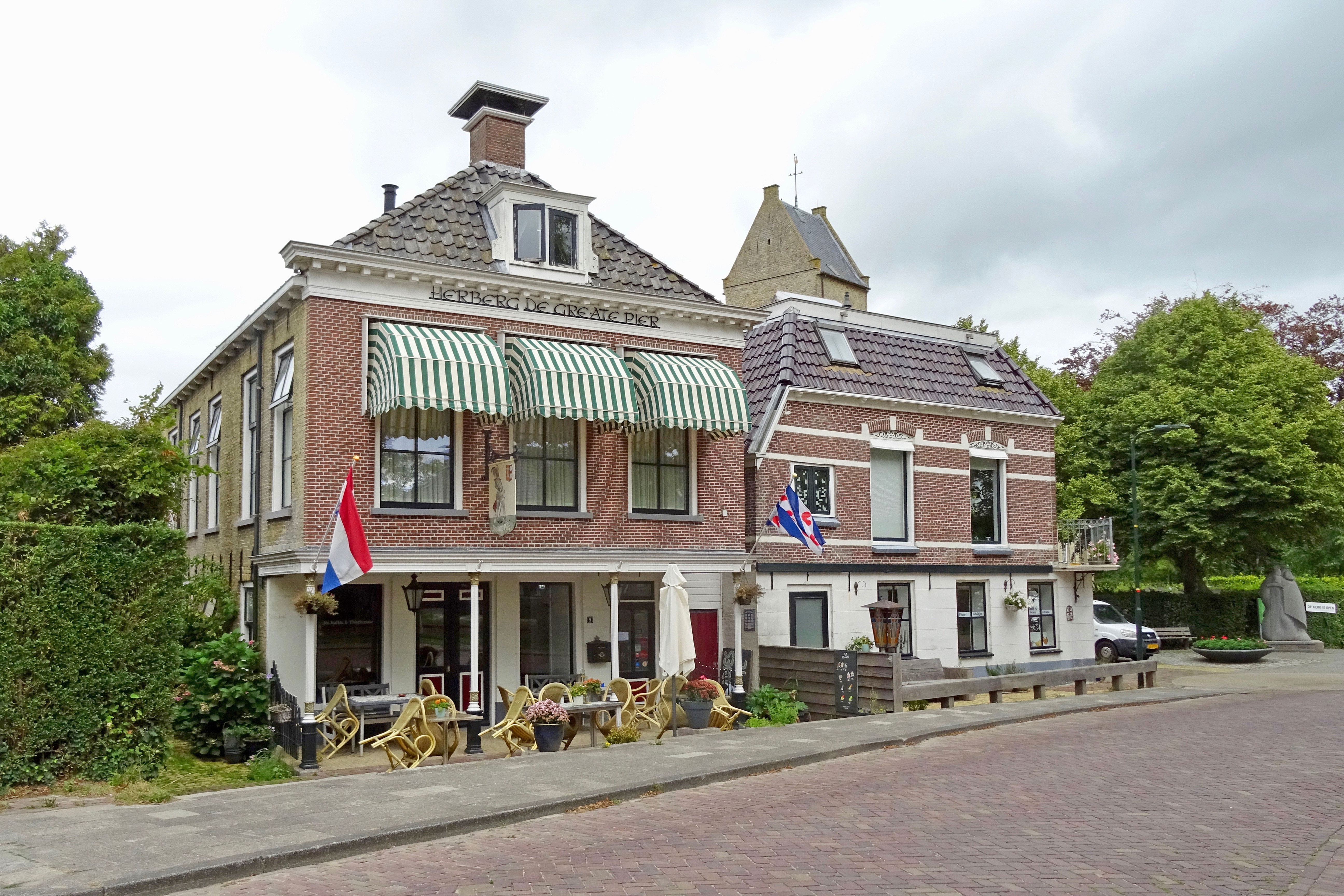
Таверна у селі
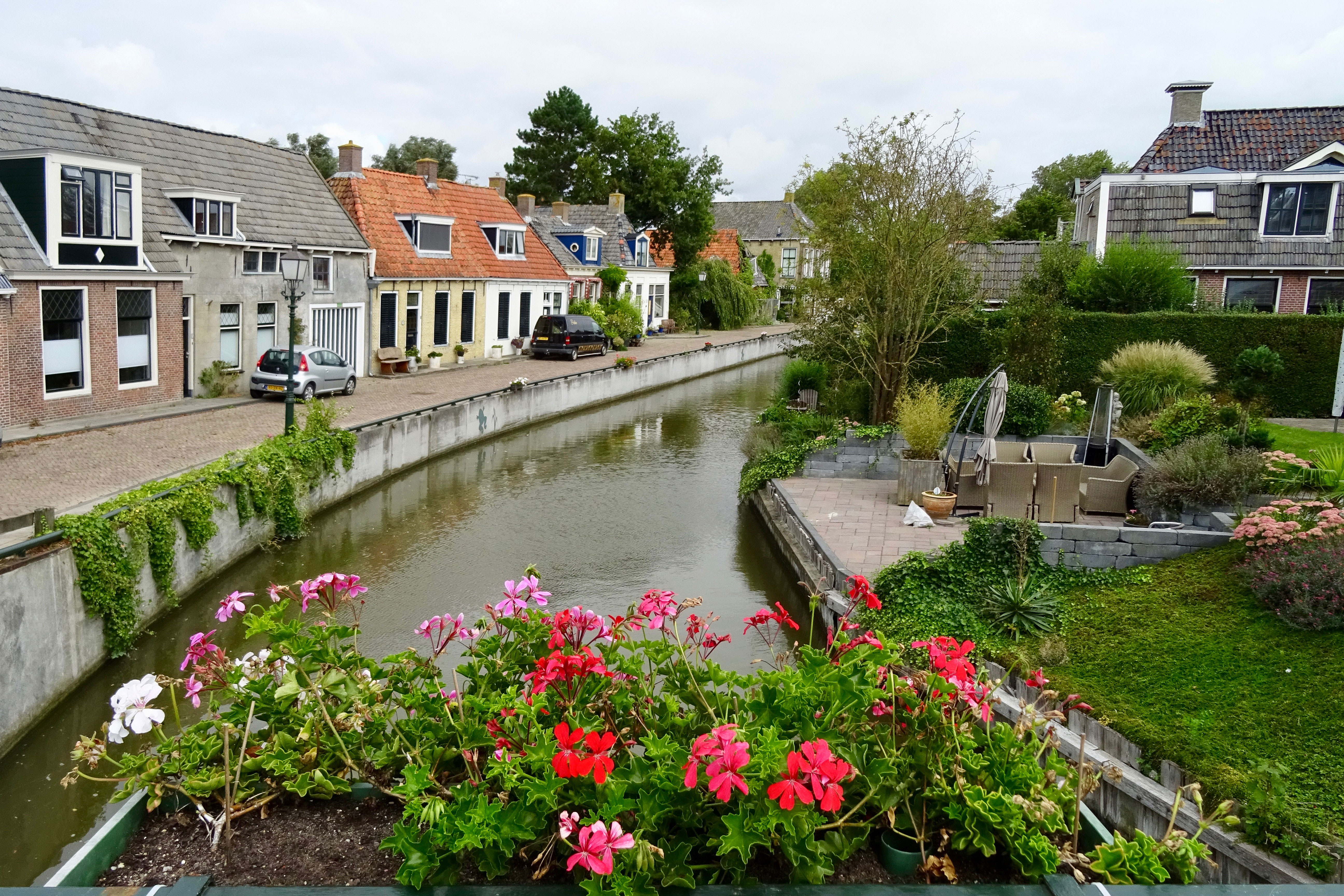
Вулиця Кімсверда